# Adesmia globosa
Adesmia globosa es una especie de planta floral del género Adesmia, categorizada en la tribu Dalbergieae, de la familia Fabaceae.

## Distribución
Especie nativa de Argentina y Uruguay. Crece en el bioma subtropical.

## Taxonomía
Fue descrita por Davyt & Izaguirre y publicada en Parodiana 9: 99 (1996).